# Skiballett

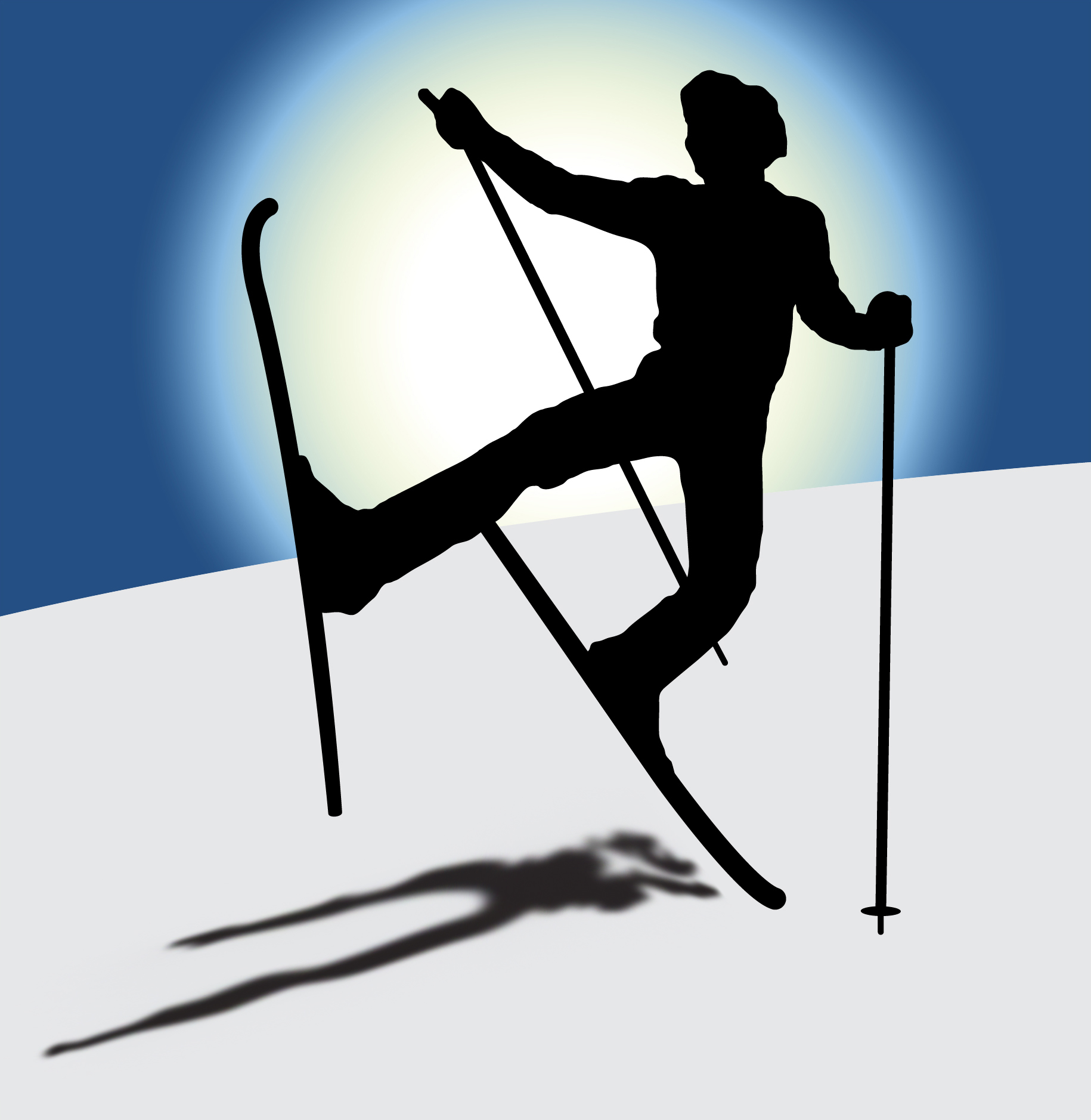
Schematische Darstellung einer Drehung beim Skiballett

Das Skiballett oder Acroski, kurz Acro (Acrobatics), ist eine Disziplin des Freestyle-Skiing. Sie wird auf Pisten mit geringer Neigung ausgeübt und verbindet einfache Techniken des Skifahrens mit Elementen von Gymnastik und Eiskunstlauf. Von 1980 bis 2000 war das Skiballett eine Wertungsdisziplin im von der FIS veranstalteten Freestyle-Skiing-Weltcup.

## Geschichte
Das Skiballett ist neben der Buckelpiste (Moguls) und dem Springen (Aerials) eine von drei klassischen Disziplinen des Freestyle-Skiing. In den USA erfuhr der Sport im Sog verschiedener Jugendbewegungen einen Aufschwung und galt als Gegenkultur zu den etablierten alpinen und nordischen Skisportarten. Der erste professionelle Wettkampf fand 1971 unter dem Namen National Championships of Exhibition Skiing in Waterville Valley, New Hampshire, statt. Erster europäischer Austragungsort war im folgenden Winter Bayrischzell. Der allererste Wettbewerb verband die drei Disziplinen in einem einzigen Lauf, der aus einer Buckelpiste, drei Sprüngen und einer kurzen Ballettkür bestand. Erstmals getrennt ausgetragen wurden die drei Teile noch während der ersten Saison im Rahmen der Rocky Mountain Professional Freestyle Championships.
Als die Freestyle-Konkurrenzen ab Mitte des Jahrzehnts endgültig selbstständig wurden, konnten sie lukrative Sponsoren wie Colgate-Palmolive, Marlboro oder Stuyvesant für sich gewinnen. Große Fernsehanstalten wie ABC oder ARD/ZDF übertrugen die Wettbewerbe live und brachten sie einem Millionenpublikum näher. Die Preisgelder beliefen sich während dieser Blütezeit der Ballettdisziplin auf bis zu 30.000 Deutsche Mark. Anfangs im Geist der frühen Freestyler noch eine freie Ausdrucksform, wurde das Ballett zunehmend reguliert und formalisiert, was einige Verfechter des Freestyle-Gedankens zum Ausstieg bewog. Schließlich einigten sich Entscheidungsträger im Hinblick auf eine Olympiabewerbung auf die Umwandlung des Freestyle-Skiing zu einer Amateursportart.
In der Folge übernahm die FIS die Austragung der Wettbewerbe und fasste sie im Freestyle-Skiing-Weltcup zusammen. Der erste Ballett-Weltcup fand am 9. Januar 1980 in den Pocono Mountains statt, die erste Austragung im Rahmen von Weltmeisterschaften am 6. Februar 1986 in Tignes. Freestyle-Skiing war mit seinen drei Disziplinen im Februar 1988 in Calgary erstmals als olympische Demonstrationssportart vertreten. Während Moguls vier Jahre später in Albertville in das olympische Programm aufgenommen wurde, waren Aerials und Ballett erneut mit Demonstrationswettbewerben dabei. Schließlich entschied sich das IOC auch für die Aufnahme des Freestyle-Springens, ließ das Ballett aber fallen. Als Gründe nennen Zeitzeugen einerseits fehlende Unterstützung der Disziplin durch die nationalen Skiverbände, zu geringe Zahlen an Praktizierenden, wie etwa 1988 bei einem FIS-Treffen in Istanbul diskutiert, oder den Unwillen, eine weitere Disziplin mit Wertungsrichtern aufzunehmen. 1995 benannte die FIS das Skiballett offiziell in Acroski(ing) um. Die Hoffnungen, die Disziplin doch noch im olympischen Programm unterzubringen, nahmen ein jähes Ende, als die FIS bekanntgab, sie aus dem Weltcup-Kalender zu streichen. Der letzte Acro-Weltcup fand am 4. März 2000 im italienischen Ovindoli statt.

## Beschreibung

### Tricks, Kostüme und Musik
Wie auch die anderen Freestyle-Disziplinen startete das Skiballett als freie Ausdrucksform. Frühe Szenegrößen wie Wayne Wong oder Bob Howard versuchten, sich gegenseitig mit der Erfindung neuer, nach sich selbst benannter Tricks zu übertreffen. Während damit der athletisch-gymnastische und letztlich auch kompetitive Aspekt der Disziplin in den Vordergrund rückte, setzten Vertreter wie Alan Schoenberger, der mit Clownsschminke auftrat, auf Theatralik und Kostümierungen. Viele Ski-Ballerinas hatten einen Hintergrund im Tanz, Turnen oder Eiskunstlauf. Zum Markenzeichen der ehemaligen Skirennläuferin Suzy Chaffee wurde der Suzy contortion spin, bei dem sie ein Bein über den Kopf hob, den Ski mit beiden Händen berührte und dabei eine Pirouette vollführte. Oft kostümierte sie sich mit hautengen, paillettenbesetzten Skianzügen und Stirnbändern mit Strasssteinen. Ihre Mitstreiterin Genia Fuller zählte einen Axel zu ihrem Repertoire, den sie allein durch Absprung mit ihren Skispitzen durchführte. Zum wohl bekanntesten Element im Skiballett entwickelte sich der Pole flip, ein Salto mithilfe der Skistöcke, wahlweise mit Schraube und/oder gekreuzten Ski.
Chaffee hatte 1971 die richtungsweisende Idee, das Skiballett mit rhythmischer Musik zu verbinden. Die Musik durfte von den Athleten selbst gewählt werden und musste mit der Performance harmonieren. Während einige mit Rock ’n’ Roll auftraten, bevorzugten andere klassische Musik. Genia Fuller wählte Mitte der 1970er Jahre den Titel Rock Around the Clock, Hermann Reitberger im Jahr 1988 Musik aus Carmen und Oxana Kuschtschenko 1997 die russischen Lieder Kalinka und Katjuscha.

### FIS-Reglement
Mit der Entprofessionalisierung und Übernahme durch die FIS hielten strengere Regeln Einzug im Freestyle-Sport. Das Skiballett bzw. Acro wurde in den offiziellen FIS-Regeln 1996 wie folgt beschrieben:

“Acro competition shall consist of one run on a prepared course. Acroskiing consists of jumps, spins, inverted movements and linking maneuvers blended together with artistic and athlethic aspects into a well-balanced program, performed in harmony with music of the skiers choice.”

„Ein Acro-Wettkampf muss aus einem Lauf auf einem präparierten Kurs bestehen. Acroski besteht aus Sprüngen, Drehungen, umgekehrten Bewegungen und Verbindungsmanövern kombiniert mit artistischen und athletischen Aspekten zu einem ausgewogenen Programm in Harmonie zu von den Skifahrern ausgewählter Musik.“

Als Verbindungsmanöver wurden kleine Sprünge, akrobatische Bewegungen oder Tanzschritte und Hebelbewegungen, beispielsweise das Stehen auf den Skispitzen, zwischen den wichtigsten Tricks (z. B. Axel oder Pole flips) bezeichnet. Die Wettkampfregeln von 1996 schrieben eine Pistenlänge von 160 Metern und eine Breite von 35 bis 40 Metern sowie eine Hangneigung von 13 bis 16 Grad vor. Ebenso reguliert waren die Ski, die mit maximal 140 Zentimetern bei den Herren und 130 Zentimetern bei den Damen deutlich kürzer als Alpinski sein mussten. Die besonders stabilen, meist schulterhohen Stöcke durften die Körpergröße der Athleten nicht überschreiten.
Zuletzt kamen bei nationalen Wettkämpfen fünf und bei internationalen Wettkämpfen sechs Wertungsrichter zum Einsatz. Bewertet wurden dabei 1. die technische Schwierigkeit, z. B. die Anzahl der Drehungen der einzelnen Sprünge, 2. Choreografie, Gesamteindruck, Komposition und Stil, etwa in Bezug auf Haltung, Ausstrahlung, Originalität und Vielseitigkeit sowie 3. die körperliche Ausführung der Tricks.
Bei einem FIS-Treffen in München wurde 1988 die Arbeitsgruppe Skiballett gegründet, die das Bewertungssystem verbessern sollte. So wurden, um das IOC für eine Olympia-Aufnahme zu begeistern, etwa die Laufzeit von zweieinhalb auf eineinhalb Minuten und die Pistenlänge von ursprünglich 250 Metern verringert. Stürze, fallengelassene Stöcke oder andere Fehler führten ab 1989 zu Punkteabzügen. Außerdem änderte sich die Gewichtung der einzelnen Bewertungskriterien mehrfach.

## Erfolgreiche Athleten

### Weltcup
Zu den ersten Stars im Weltcup avancierten die US-Amerikaner Bob Howard und Jan Bucher. Während Howard nach zwei Wintern, in denen er 13 von 14 Wettkämpfen für sich entschieden hatte, vom Leistungssport zurücktrat, konnte Bucher in ihrer über ein Jahrzehnt andauernden Karriere siebenmal die Disziplinenwertung und 57 Weltcup-Konkurrenzen gewinnen. Erfolgreichster männlicher Athlet war der Westdeutsche Hermann Reitberger, der die Disziplinenwertung fünfmal für sich entscheiden konnte und im Weltcup 44 Wettkämpfe gewann. Weitere höchst erfolgreiche Weltcup-Teilnehmer im Skiballett waren der Norweger Rune Kristiansen mit 38 sowie die Schweizerin Conny Kissling mit 34 Einzelsiegen.

### Weltmeister
Bei Freestyle-Weltmeisterschaften waren ebenfalls Hermann Reitberger und Jan Bucher mit je zwei Titeln die erfolgreichsten Teilnehmer, genauso zweimal siegreich waren der Franzose Fabrice Becker und Buchers Landsfrau Ellen Breen. Die Demonstrationswettbewerbe im Rahmen der Olympischen Spiele gewannen Hermann Reitberger und die Französin Christine Rossi (Calgary 1988) sowie Fabrice Becker und Conny Kissling (Albertville 1992). Becker ist der einzige Athlet mit drei internationalen Goldmedaillen.
| WM   | Weltmeister        | Weltmeisterin         |
| ---- | ------------------ | --------------------- |
| 1986 | Richard Schabl     | Jan Bucher            |
| 1988 | Hermann Reitberger | Christine Rossi       |
| 1989 | Hermann Reitberger | Jan Bucher            |
| 1991 | Lane Spina         | Ellen Breen           |
| 1993 | Fabrice Becker     | Ellen Breen           |
| 1995 | Rune Kristiansen   | Jelena Batalowa       |
| 1997 | Fabrice Becker     | Oxana Kuschtschenko   |
| 1999 | Ian Edmondson      | Natalija Rasumowskaja |

 Die olympischen Demonstrationswettbewerbe 1988 zählen als zweite Freestyle-Skiing-Weltmeisterschaften.

## Rezeption
Das Skiballett wurde bereits während seiner Zeit im internationalen Rampenlicht oft belächelt und von konkurrierenden Sportarten, aber zeitweise auch innerhalb der Freestyle-Szene, nicht ernst genommen. Daneben kämpfte die Disziplin schon früh mit einer Identitätskrise. Einerseits prallten die verschiedenen Stilrichtungen, das traditionell-trickreiche und das von Suzy Chaffee inspirierte tänzerische Ballett aufeinander, andererseits sorgte die Entscheidung, den Status als Profisport aufzugeben, für Spannungen. Was das Zuschauerinteresse am olympischen Wettkampf 1988 angeht, existieren unterschiedliche Angaben: Laut Aerials-Spezialist Jeff Chumas, damals US-Freestyle-Cheftrainer, konnten die Wettkämpfe das Publikum nicht überzeugen. Die spätere WM-Medaillengewinnerin Annika Johansson schrieb jedoch von einem großen Erfolg mit insgesamt 85.000 Zuschauern. Die Gründe, warum das IOC schließlich nicht überzeugt war, sind Gegenstand von Spekulationen und werden unter anderem mit schlechtem Marketing begründet. Bob Howard, einer der ersten Stars der Disziplin, sagte über deren Niedergang Folgendes:

“There’s a point in life where something that you think is really cool, you know, it’s no longer cool. It’s like a sociological turnoff.”

„Es gibt einen Punkt im Leben, wo etwas, das du für cool hältst, einfach nicht mehr cool ist. Es ist eine soziologische Abgewöhnung.“

Im 21. Jahrhundert werden Ballettvideos auf sozialen Netzwerken geteilt und vielfach als Kuriosität wiederentdeckt. Ironisch bis hämisch werden mitunter Auftritte mit Puffärmeln oder Hair-Metal-Frisuren kommentiert. Bereits 1984 machte sich ein Clip von Warren Miller über die Disziplin lustig. Im selben Jahr war eine nachgestellte Ballettszene in der erfolgreichen Skikomödie Hot Dog … The Movie zu sehen. 1986 zeigten Suzy Chaffee und John Eaves in Willy Bogners Feuer und Eis einen mit Ballett-Tricks gespickten Paartanz vor einer Gletscherkulisse.
In jüngerer Zeit gibt es jährlich zum Saisonende im kanadischen Whistler eine Hot Dog Party, bei der ein für alle Teilnehmer offenes Ballet-Event abgehalten wird.